# Aida Sjanajeva
Aida Vladimirovna Sjanajeva (Russisch: Аида Владимировна Шанаева, Ossetisch: Санаты Владимиры чызг Аидæ) (Vladikavkaz, Noord-Ossetië, 23 april 1986) is een schermer uit Rusland.
Op de Olympische Zomerspelen 2008 won ze een gouden medaille met het Russische floret-team. In het individuele toernooi werd ze 14e.
Vier jaar later, op de Olympische Zomerspelen 2012 in Londen behaalde het Russische team met Sjanajeva een zilveren medaille, en werd ze 19e in het individuele toernooi. Op de Olympische Zomerspelen 2016 in Rio de Janeiro behaalde ze een vierde plaats.
1960: Gorochova, Petrenko, Proedskova, Rastvorova, Sjisjova, Zabelina ·
1964: Juhász-Nagy, Marosi, Mendelényi-Ágoston, Sákovics-Dömölky, Ildikó Ujlaki-Rejtő ·
1968: Gorochova, Petrenko-Samoesenko, Novikova, Tsjirkova, Zabelina ·
1972: Belova-Novikova, Gorochova, Petrenko-Samoesenko, Tsjirkova, Zabelina ·
1976: Belova-Novikova, Giljazova, Knjazeva, Sidorova, Nikonova ·
1980: Begard, Brouquier, Gaudin, Muzio, Trinquet ·
1984: Bischoff, Funkenhauser, Hanisch, Weber, Wessel ·
1988: Bau, Fichtel, Funkenhauser, Klug, Weber ·
1992: Bianchedi, Bortolozzi, Trillini, Vaccaroni, Zalaffi ·
1996: Bortolozzi, Trillini, Vezzali ·
2000: Bianchedi, Giacometti, Trillini, Vezzali ·
2008: Boiko, Lamonova, Nikichina, Sjanajeva ·
2012: Errigo, Di Francisca, Salvatori, Vezzali ·
2020: Deriglazova, Zagidoellina, Korobejnikova, Martjanova ·
2024: Dubrovich, Kiefer, Scruggs, Weintraub